# L'Île d'Arturo
L'Île d'Arturo (titre original, L'isola di Arturo) est un roman de l'écrivaine italienne Elsa Morante paru en 1957. Il a reçu le prix Strega la même année.

## Trame
Arturo est un jeune garçon qui habite sur l'île italienne de Procida dans les années après la guerre. La mère d'Arturo est morte très jeune au moment de l'accouchement. Arturo ne conserve qu'une photo d'elle. Le père d'Arturo, Wilhelm, est souvent en voyage et ne revient sur l'île que de temps en temps. Arturo a alors grandi en solitude et liberté, dans une grande vieille maison de l'île, en jouissant de l'aide et de la protection de quelque habitant de l'île. Son monde est fait de rêves et de jeux, ses journées sont peuplées par des fantaisies et ses horaires ne sont réglés que par la faim et par le sommeil. Avec la fantaisie d'un enfant, il vit d'extraordinaires aventures dans ce monde fantastique, en compagnie de sa chienne, Immacolatella. Il passe son temps à rêver de mondes et personnages fantastiques, à lire des cartes du monde et en projetant des voyages aventureux et à imaginer la vie de son père, qu'il considère comme le plus grand héros de l'histoire. Lorsque son père quitte l'île, il imagine qu'il accomplit des voyages extraordinaires autour du monde. 
La vie d'Arturo bascule le jour où son père ramène sur l'île Nunziata, une jeune fille napolitaine qu'il a épousée. L'arrivée de celle-ci représente pour Arturo sa première rencontre avec le monde des femmes. Dans un premier temps, Nunziata essaie d'avoir des attentions envers Arturo, mais il lui oppose un mur impénétrable. Leur rapport change après la naissance du petit Carmine, enfant de Nunziata et de Wilhelm. L'arrivée de ce petit enfant rend Arturo très jaloux. Pour attirer les attentions de cette femme il fait une tentative de suicide, en ingurgitant des médicaments. Toutefois les médicaments qu'il a ingurgités le rendent seulement malade quelques jours, période pendant laquelle Nunziata lui accorde beaucoup d'attention. 
Une fois rétabli, Arturo décide d'essayer d'embrasser Nunziata, qu'il est maintenant conscient d'aimer. Le baiser entre Arturo et Nunziata détériore leur relation, qui devient à nouveau très froide et distante. Pour combler le manque d'affection et le désir d'amour, Arturo se retourne vers une nouvelle fille, Assunta. Aussi le rapport avec cette deuxième femme le déçoit, lorsqu'il découvre qu'il n'est pas son seul amant.
Mais la plus grande désillusion d'Arturo vient du rapport avec son père. La première déception est l'oubli de son seizième anniversaire de la part du père, oubli qui démontre un complet désintérêt à l'égard du fils. À cette première déception en suivent d'autres, jusqu'au moment où il rencontre un des amis du père. En discutant avec cet ami, Arturo est émerveillé du mépris avec lequel cet ami parle de son père et des informations qu'il lui donne. C'est à ce moment qu'il découvre, entre autres, que les voyages mythiques qu'il imaginait que son père accomplissait lorsqu'il partait de l'île ne l’amenaient pas, en réalité, plus loin que Naples et que s'accomplit la complète désillusion d'Arturo, qui l'amène à redimensionner très rapidement l'image « mythique » qu'il avait associée au père.
Déçu par tout le monde, Arturo décide de devenir soldat volontaire pour la Seconde Guerre mondiale et il quitte l'île avec son ami Silvestro.

## Analyse
L'île d'Arturo est le récit de la vie d'un enfant qui devient un jeune adulte. La qualité du roman réside dans sa capacité à décrire la formation du jeune enfant et les différentes étapes de l'adolescence : d'abord la répulsion envers l'autre sexe, ensuite la découverte de l'amour, de la déception amoureuse et de la fragilité du père. 
Le roman a aussi de fortes allusions symboliques. L'île, entourée par la mer méditerranéenne, représente tout le monde de son enfance, le lieu des jeux et des rêves. Le passage à l'adolescence, avec la découverte de la vie et la  désillusion, lui provoque un profond désenchantement, jusqu'au moment où le jeune garçon devient un adulte et, concrètement et symboliquement, il se décide à quitter l'île et à se détacher du monde de l'enfance .

### Éditions
- Édition originale : Elsa Morante, L'isola di Arturo, collana Einaudi tascabili, Einaudi, 1957, p. 379.

- Version française : Elsa Morante, L’Île d’Arturo, Gallimard, collection Folio, 1963, p. 302-304. trad. de l'italien par Michel Arnaud

### Littérature secondaire
Carlo Sgorlon, Invito alla lettura di Elsa Morante, Mursia, Milan, 1972 – 1988

### Adaptation cinématographique
En 1962, le roman a été adapté sous le titre L'Île des amours interdites (L'isola di Arturo) par Damiano Damiani. Le film a obtenu la Coquille d'or du meilleur film au Festival de Saint-Sébastien 1962.